# بيت الربع (العدين)

تعديل مصدري - تعديل

بيت الربع محلة تابعة لقرية ما جديد، التابعة لعزلة الجبلين بمديرية العدين إحدى مديريات محافظة إب في الجمهورية اليمنية.، بلغ تعداد سكانها 102 حسب تعداد اليمن لعام 2004.